# Marmapunt

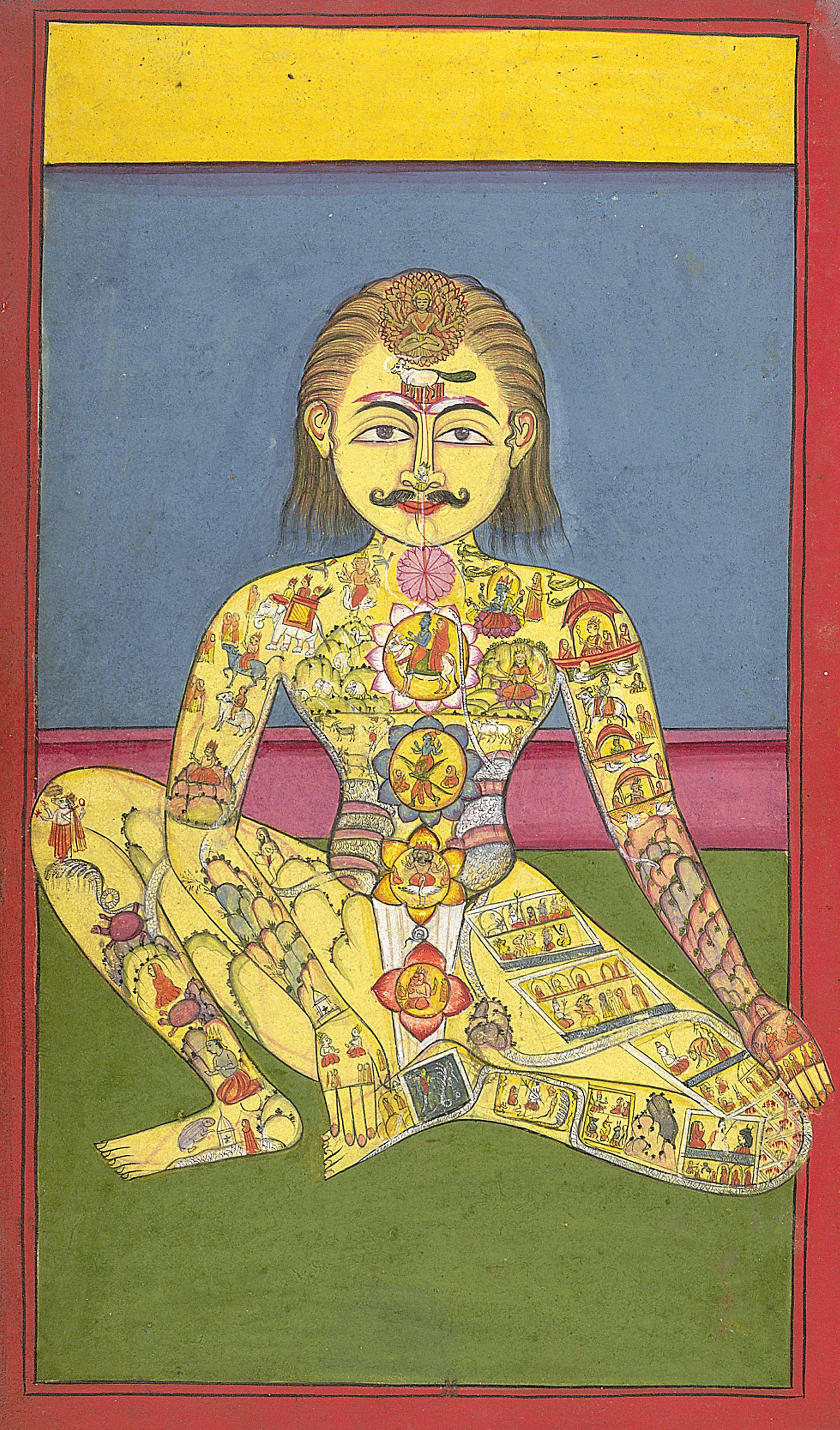
oude Indiase kaart met de 7 Chakra's en de belangrijkste marmapunten

Marmapunten (marman is Sanskriet en betekent 'kwetsbaar', 'vitaal punt op het lichaam') zijn belangrijke punten op het lichaam die heel kwetsbaar en gevoelig zijn. Ze worden al genoemd in de Atharva Veda en zijn onderdeel van de Ayurvedische geneeskunde uit het Indiase subcontinent. Volgens de traditie evenwel zou het hele marma-concept afkomstig zijn uit de Suchi Veda, een oude medische tekst die verloren is gegaan.

## Verbinding
Marmapunten zijn plaatsen waar verschillende lichaamsweefsels elkaar ontmoeten (zenuwen, spieren, pezen, bloedvaten, botten en gewrichten). Er wordt ook wel gezegd dat het punten zijn waar de meridianen zo dicht aan de oppervlakte liggen dat zij energie uit de kosmos kunnen opnemen, of dat het de punten zijn waar Vata, Pitta en Kapha elkaar ontmoeten. Ze vallen in grote lijnen samen met de belangrijkste Chinese acupunctuurpunten. Ieder marmapunt heeft een verbinding met een bepaald orgaan (of met een bepaalde lichaamsfunctie). Zo kun je bijvoorbeeld door de shanka (een marmapunt op het hoofd) te masseren, de werking van de dikke darm beïnvloeden; en door de basti (blaas) te masseren beïnvloed je alle Kapha-functies. Bij Sushruta vinden we 107 marmapunten beschreven. Hij deelt ze in naar de aard van het weefsel, de plaats op het lichaam en het effect bij verwonding.

## Indelingen
In totaal zouden er (naar benadering) 62.000 marmapunten in het lichaam aanwezig zijn aen als een soort hiarchische piramide-stelsel zijn opgebouwd. het aantal primaire (belangrijkste) marmapunten verschilt en de twee belangrijkste systemen spreken van 107 en van 52 marmapunten.

### 107 marmapunten
De 107 marmapunten worden voornamelijk binnen de ayurveda beschreven en zijn als volgt over het lichaam verdeeld:
- Ieder been heeft 11 marmapunten, dus 22 in totaal: 2 kshipra, 2 kurcha, 2 talahridaya, 2 gulpha, 2 kurchashira, 2 indrabasti, 2 janu, 2 ani, 2 urvi, 2 vitapa, 2 lohitaksha.
- Iedere arm heeft er ook 11, dus weer 22 in totaal: 2 kshipra, 2 kurcha, 2 talahridaya, 2 manibandha, 2 kurchashira, 2 indrabasti, 2 kurpara, 2 ani, 2 urvi, 2 kakshadhara, 2 lohitaksha.
- In borst en buikgebied bevinden zich 12 marmapunten: 2 apalapa, 2 apastambha, 2 stanarohita, 2 stanamula, 1 hridaya, 1 nabhi , 1 basti, 1 guda.
- In de rug zijn er 14: 2 amsa, 2 amsaphalaka, 2 parshvasandhi, 2 brihati, 2 kukundara, 2 nitamba, 2 katikataruna.
- Hals, keel en hoofd hebben er 37 gezamenlijk: 2 krikatika, 5 simanta, 1 adhipati, 2 utkshepa, 2 shanka, 2 apanga, 2 avarta, 1 sthapani, 4 shringataka, 2 phana, 2 vidhura, 8 sira matrika, 2 manya, 2 nila.

- soms wordt er gesproken van een 108 ste punt. Men gaat ervan uit dat dit niet echt een punt als dusdanig is maar het gehele lichaam. In de literatuur vind je hierbij de omschrijving "atma", het sanskriet voor "lichaam". Ook het hele lichaam kan als ontvanger beschouwd worden voor deze energetische behandelwijze. (cfr. Lies Ameeuw, Ayurveda vanuit het hart, uitg. Houtekiet, 2012)

### 52 marmapunten
De 51 marmapunten worden voornamelijk binnen de oosterse massage's en teate (oorspronkelijk reiki systeem) voor.